# Bisaltes brevicornis
Bisaltes brevicornis là một loài bọ cánh cứng trong họ Cerambycidae.